# Guillaume Briçonnet
Guillaume Briçonnet, o Guillaume IV Briçonnet o più compiutamente Guillaume Briçonnet du Plessis-Rideau (Tours, 1445 – Narbona, 14 dicembre 1514), è stato un funzionario, cardinale e arcivescovo cattolico francese vissuto fra il XV ed il XVI secolo.
Signore di Plessis-Rideau, fu soprannominato "il cardinale di Saint-Malo", "il cardinale di Reims", "il cardinale di Narbonne", a seconda della sede episcopale che occupava.
Era figlio di Jean Briçonnet, mercante che fece fortuna grazie al re Luigi XI.
Aveva cinque fratelli fra i quali Roberto, che divenne arcivescovo di Reims e cancelliere di Francia, Giovanni, divenuto generale delle finanze nel Delfinato, Nicola, che fu controllore in Bretagna. Uno dei suoi zii fu il finanziere Jacques de Beaune, barone di Semblançay.

## Biografia

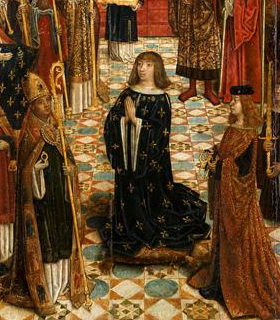
Guillaume Briçonnet incorona Luigi XII nella Cattedrale di Reims

Presto finanziere, divenne ufficiale della Corona di Francia ed occupò la funzione di generale delle finanze della Linguadoca sotto Luigi XI, poi sovrintendente sotto Carlo VIII, del quale divenne consigliere.
Alla morte della moglie (1487) prese gli ordini. Fu nominato consigliere di Anna di Beaujeu, reggente di Francia nel 1488 . Nel 1493 fu nominato vescovo di Saint-Malo, carica che tenne fino alla morte, ed abate commendatario delle abbazie di Saint-Aubin, di Saint-Nicolas nella diocesi di Angers e di quella di Grandmont dal 1496 al 1507.
Raccomandato da Luigi XI al suo successore, fu nominato segretario al Tesoro. Ministro di Stato di Carlo VIII, fu dietro suo consiglio che questi intraprese la Guerra d'Italia del 1494-1498 nel corso della quale ricevette da papa Alessandro VI la porpora cardinalizia, con il titolo di Santa Pudenziana. Nello stesso anno divenne amministratore apostolico di Nîmes, dopo di che, nel 1497, succedette al fratello Robert nella sede arcivescovile di Reims, e nella veste di arcivescovo di quella città, in ottemperanza alla tradizione, incoronò nel 1498 Luigi XII re di Francia.
Nel contempo gli era stata assegnata l'amministrazione della diocesi di Tolone, che tenne fino al 1501, lasciandola poi al figlio Denis. Nel 1504 divenne abate commendatario dell'Abbazia di Saint-Germain-des-Prés, carica che tenne fino al 1507, allorché la lasciò al figlio Guglielmo.

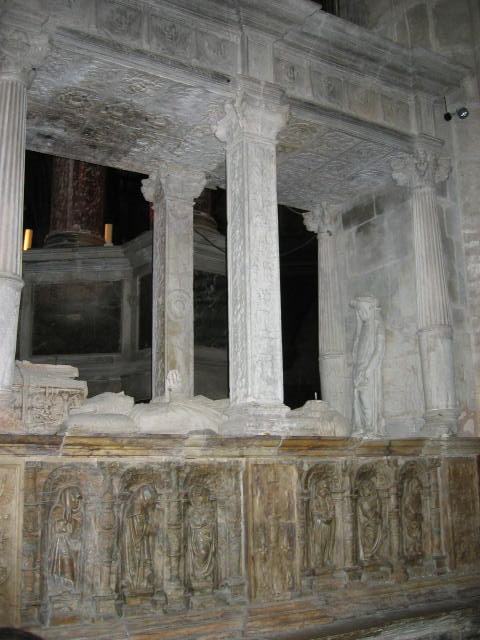
Tomba di Guillaume Briçonnet

Nel 1507 lasciò la carica di arcivescovo di Reims e divenne arcivescovo di Narbona e nello stesso anno divenne cardinale vescovo di Albano, carica che lasciò dopo un anno optando per la sede suburbicaria di Frascati e poi ancora per quella di Palestrina
Intanto nel 1507 era stato nominato luogotenente generale del re per la Linguadoca.
Nel 1511 la sua partecipazione al Concilio di Pisa, indetto dal cardinale dissidente Bernardino López de Carvajal y Sande gli valse la deposizione da cardinal vescovo e la scomunica da parte di papa Giulio II. Con l'ascesa al soglio pontificio di papa Leone X, ricevette nel 1514 il perdono papale ed il reintegro nel titolo di cardinale vescovo ma morì poco dopo.
Mecenate, gli furono dedicate numerose opere letterarie in forma di panegirico tanto da venir soprannominato Oraculum regis e Regni columna.

## Matrimonio e discendenza
Dal matrimonio con Raoulette de Bearne, morta nel 1487 prima che egli prendesse i voti, nacquero cinque figli:
- Jean (†1559) ;
- Nicolas (†1529);
- Catherine (†1526), andata sposa a Thomas Boyer (†1524),[6] generale delle finanze sotto tre re di Francia;
- Guillaume V Briçonnet, vescovo di Lodève (1489 - 1516)  e poi di Meaux (1516 - 1534), che ebbe un importante ruolo all'inizio della riforma in Francia;
- Denis Briçonnet (†1535), vescovo di Tolone (1512), poi di Saint-Malo (1514) ed infine di Lodève (1516).